# Шмідтове
Шмі́дтове — село в Україні, у Шевченківській сільській громаді Миколаївського району Миколаївської області. Населення становить 130 осіб.

## Населення

### Мова
Розподіл населення за рідною мовою за даними перепису 2001 року:
| Мова       | Кількість | Відсоток |
| ---------- | --------- | -------- |
| українська | 118       | 90.77%   |
| російська  | 9         | 6.92%    |
| румунська  | 3         | 2.31%    |
| Усього     | 130       | 100%     |